# ليون روث
ليون روث (بالفرنسية: Léon Roth)‏ هو راكب الكنو لوكسمبورغي، ولد في 10 سبتمبر 1926.

## وصلات خارجية
- ليون روث على موقع أوليمبيديا (الإنجليزية)